# Жарко Солдо
Жарко Солдо (Зрењанин, 14. април 1953 — Петровац на Млави, 12. март 2011) био је српски и југословенски фудбалер и фудбалски тренер.

## Биографија
Солдо је постао првотимац Пролетера из Зрењанина са 18 година и одиграо је у "црвено-белом" дресу 315 првенствених и куп утакмица.
Од 1986. године играчку каријеру је заменио тренерском. Први тим Пролетера је преузео је 1993. године. У два наврата је био тренер Баната, клуба који је наследио Пролетер у елитном рангу такмичења. Поред Пролетера, Баната, Младости из Лукићева, ОФК Кикинде, тренирао је и Инђију, АИК из Бачке Тополе, Цемент из Беочина, Хајдук из Куле...
Преминуо је 12. марта 2011. године у Петровцу на Млави док је водио екипу гостујућег Тимока из Зајечара у пријатељском сусрету са домаћом Слогом. Доживео је срчани удар за време меча.